# Batalla del cabo de Santa María (1804)
La batalla del cabo de Santa María fue un combate naval que tuvo lugar el 5 de octubre de 1804 frente al cabo de Santa María, en la costa portuguesa del Algarve, en la que la escuadra mandada por el jefe de escuadra José de Bustamante y Guerra fue atacada, sin previa declaración de guerra, por una escuadra británica al mando del comodoro Graham Moore.
El brigadier Bustamante rindió las tres fragatas que resistieron a mediodía, que fueron apresadas y transportadas al puerto de Gosport en Inglaterra. Bustamante había zarpado de Montevideo en tiempo de paz el 9 de agosto de 1804.

## Orden de batalla
- Flota española: Medea (insignia), Fama, Mercedes y Santa Clara. La flota partió armada con 148 cañones y con 1089 hombres de dotación.

- Flota británica: Indefatigable (insignia), Lively, Amphion y Medusa. La flota estaba armada con 184 cañones y con 1110 hombres de dotación.

## Desarrollo de las operaciones
Al amanecer del 5 de octubre, las fragatas de Bustamante divisaron la costa de Portugal (frente al cabo de Santa María). A las 7:00 avistaron cuatro embarcaciones inglesas que venían al encuentro de las fragatas españolas. Bustamante ordenó zafarrancho a las 8:00 y dispuso formar línea de combate. Las fragatas inglesas se situaron una a una, a barlovento de las españolas y a «tiro de pistola».

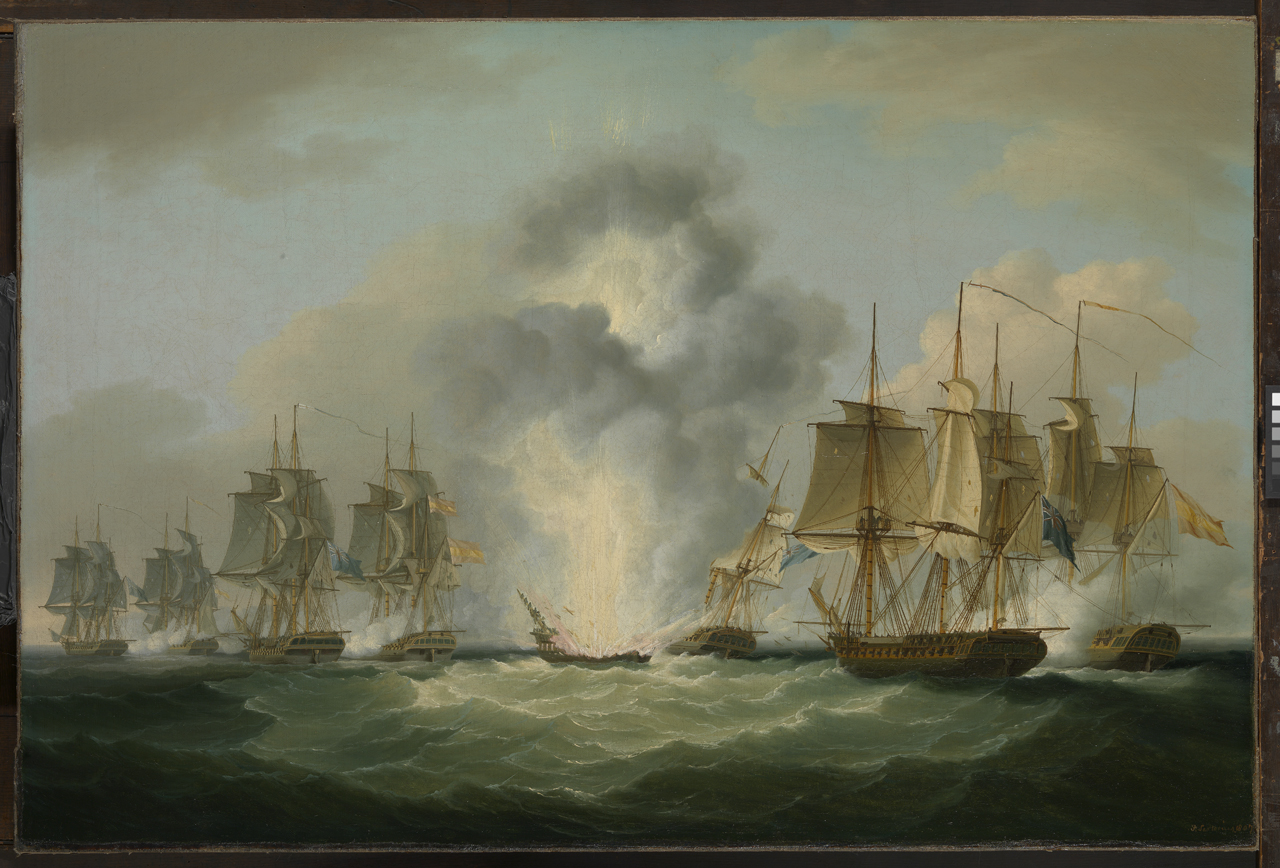
La flotilla de Bustamante es interceptada por cuatro fragatas inglesas mandadas por Moore, y la Amphion alcanza la santabárbara de la Mercedes. Recreación de Francis Sartorius.

Una vez emparejadas, los ingleses mandaron un bote a parlamentar con la Medea, que llevaba la insignia. Viendo que su bote se demoraba, Moore mandó llamar a su bote con un cañonazo y a continuación rompieron el fuego las demás fragatas inglesas. Estando tan cerca los navíos, los artilleros tenían dificultad para manejar los cañones. Al poco tiempo vieron saltar la Mercedes por los aires. La Fama se alejaba para escapar, pero la siguió la Lively, que era la más velera, hasta alcanzarla y también la batió la Medusa, que era la que la tenía emparejada al inicio, quedando la Fama desarbolada, con su comandante, el capitán de navío Miguel Zapiain y Valladares, muerto, y la fragata con siete impactos a flor de agua, pues los ingleses después de arrumbar el velamen, tiraban a hundir. La falta de combatividad de la marinería española impedía hacer una defensa eficaz, y la desigualdad era abismal. Prolongar más el combate hubiera constituido un final numantino. A las 12:30, Bustamante rindió la escuadra.
Las tres fragatas españolas fueron conducidas primeramente a Gibraltar, y después a Gosport, Inglaterra.
| Fragata española | Botadura         | Dotación     | Comandante                                       | Vicisitudes | Fragata británica | Dotación     | Vicisitudes                                                                                 |
| ---------------- | ---------------- | ------------ | ------------------------------------------------ | --- | ----------------- | ------------ | ------------------------------------------------------------------------------------------- |
| Medea            | Ferrol (1797)    | 279 hombres  | Capitán de navío Francisco de Piedrola y Verdugo | Insignia de José de Bustamante y Guerra. A bordo, el mayor general Diego de Alvear y Ponce de León y su hijo Carlos. Tuvo 2 muertos y 10 heridos.                | Indefatigable     | 330 hombres  | Al mando del Comodoro Graham Moore. Batió a la Medea                                        |
| Santa Clara      | Ferrol (1784)    | 264 hombres  | Capitán de navío Diego Alesón y Bueno            | 7 muertos | Lively            | 280 hombres  | Al mando del capitán Graham Eden Hamond. Batió a la Santa Clara y luego persiguió a la Fama |
| Fama             | Cartagena (1795) | 264 hombres  | Capitán Miguel Zapiain y Valladares              | 11 muertos (entre ellos el capitán) y 50 heridos | Medusa            | 250 hombres  | Al mando de John Gore. Batió a la Fama                                                      |
| Mercedes         | La Habana (1786) | 282 hombres  | Capitán de navío José Manuel De Goicoa y Labart  | 249 muertos. La esposa de Alvear y sus 7 hijos desaparecieron. 50 náufragos rescatados, entre ellos Pedro Afán de Rivera, natural de Granada, teniente de navío. | Amphion           | 250 hombres  | Al mando de Samuel Sutton. Batió a la Mercedes                                              |
| Total            |                  | 1089 hombres |                                                  | 269 muertos |                   | 1110 hombres | 2 muertos y 7 heridos                                                                       |

### Tragedia del general Diego de Alvear
El segundo comandante de la escuadra era el mayor general Diego de Alvear y Ponce de León, que regresaba a la península con su esposa Josefa Balbastro y sus ocho hijos, después de cumplir su misión en el establecimiento del trazado de los límites en Paraguay. Diego de Alvear viajaba con su hijo mayor Carlos, cadete del Regimiento de Dragones de Buenos Aires, en la fragata del comandante, la Medea, y su familia y enseres iban en la fragata Mercedes. En un momento de la refriega, la Amphion alcanzó la santabárbara y la Mercedes saltó por los aires, pereciendo a su vista la esposa de Don Diego y sus hijos, salvo el primogénito.

## Consecuencias
La escuadra española perdió 269 personas y tuvo 80 heridos, mientras que la escuadra de Moore sólo perdió dos hombres y tuvo siete heridos.
La batalla fue duramente criticada por la prensa británica, que consideraba que el ataque estaba totalmente injustificado por haberse producido en tiempos de paz:

Un gran delito acaba de cometerse [...] La ley de las naciones ha padecido la violación más atroz: una potencia amiga ha sido atacada por nuestra fuerza pública en medio de una profunda paz [...] sus leales súbditos han perecido en su defensa, infestando nuestras costas sus saqueados tesoros, y, como el de un pirata, nuestro pabellón tremola sobre el débil, el infeliz y el oprimido.

Gran Bretaña obtuvo un copioso botín de más de tres millones de pesos. Sólo después de numerosas presiones accede a abonar los fondos de las soldadas de los marinos supervivientes por 230 634 pesos, negándose a abonar los 60 000 pesos correspondientes a los soldados fallecidos, cuyas viudas y herederos quedaron sin los ahorros ganados por el servicio de sus maridos y padres. España declaró la guerra a Gran Bretaña el 14 de diciembre de 1804, ya antesala de lo que sería la batalla de Trafalgar. Napoleón, que había sido coronado el día 2 (doce días antes), veía cómo tenía a España de aliada en su guerra contra Gran Bretaña.
La Fragata Nuestra Señora de las Mercedes, buque mártir hundido en esta batalla, ha estado envuelto en una gran polémica desde 2007 hasta primeros de 2012, ya que España denunció judicialmente en Florida a la empresa de cazatesoros estadounidense Odyssey Marine Exploration argumentando que la Mercedes es el buque expoliado ilegalmente por dicha empresa frente a las costas del Algarve portugués.
En enero de 2012, en un fallo que ya no admite recurso, el Tribunal Supremo de los Estados Unidos rechazó el recurso de Odyssey Marine Exploration y obligó a la compañía a devolver a España las cerca de 500 000 monedas sacadas del pecio en 2007, monedas y restos arqueológicos que volvieron a España el 25 de febrero de 2012 para engrosar el Patrimonio Nacional y al que la justicia estadounidense reconoció su propiedad.